# William Murphy
William Parry Murphy (Stoughton (Wisconsin) 6 februari 1892 – Brookline (Massachusetts), 9 oktober 1987) was een Amerikaans medicus die in 1934 de Nobelprijs voor de Fysiologie of Geneeskunde kreeg samen met George Minot en George Whipple voor hun werk in en behandeling van macrocytische bloedarmoede (anemie).

## Biografie
Francis Murphy was de zoon van de congregationale dominee Thomas Francis Murphy en diens echtgenote Rose Anna Parry. Hij genoot onderwijs in Wisconsin en Oregon en behaalde zijn bachelordiploma in 1914 aan de Universiteit van Oregon. Hij doceerde twee jaar wis- en natuurkunde aan een middelbare school voordat hij de Universiteit van Oregon Medical School in Portland betrad. Hier was hij ook werkzaam als laboratoriumassistent op de pathologieafdeling. Ook studeerde hij in Chicago en de Harvard Medical School in Boston, waar hij in 1922 met een mastergraad afstudeerde. Later (1935) was hij assistent-arts aan het Peter Bent Brigham Hospital en docent medicijnen aan de Harvard Medical School (1924-1958).
Murphy huwde in 1919 Pearl Harriet Adams, een afstammeling van de Amerikaanse president John Adams en was de eerste vrouwelijke tandarts in Massachusetts. Samen kregen ze een zoon en een dochter. Hun dochter Priscilla had een grote voorliefde voor de luchtvaart en overleed op haar zestiende toen ze met een vliegtuig dat ze zelf bestuurde neerstortte. Hun zoon William P. Murphy jr. ging later aan de slag als onderzoeker/ontwikkelaar in de geneeskunde.

## Levertherapie
In 1924 tapte Murphy honden bloed af om ze bloedarmoede te laten krijgen, en voedde ze met verschillende stoffen en mat hun verbetering. Hij ontdekte dat het eten van grote hoeveelheden lever de aandoening leek te verhelpen. Minot en Whipple probeerden hierop het helende bestanddeel chemisch te isoleren en slaagden er uiteindelijk in een "antipernicieuze factor" te isoleren. Pas in 1948 werd de eigenlijke werkzame stof geïsoleerd: vitamine B12.
1901: Behring · 
1902: Ross · 
1903: Finsen · 
1904: Pavlov · 
1905: Koch · 
1906: Golgi, Ramón y Cajal · 
1907: Laveran · 
1908: Mechnikov, Ehrlich · 
1909: Kocher · 
1910: Kossel · 
1911: Gullstrand · 
1912: Carrel · 
1913: Richet ·
1914: Bárány · 
1919: Bordet · 
1920: Krogh · 
1922: Hill, Meyerhof · 
1923: Banting, Macleod · 
1924: Einthoven ·
1926: Fibiger · 
1927: Wagner-Jauregg · 
1928: Nicolle · 
1929: Eijkman, Hopkins · 
1930: Landsteiner · 
1931: Warburg · 
1932: Sherrington, Adrian · 
1933: Morgan · 
1934: Whipple, Minot, Murphy · 
1935: Spemann · 
1936: Dale, Loewi · 
1937: Szent-Györgyi · 
1938: Heymans · 
1939: Domagk · 
1943: Dam, Doisy · 
1944: Erlanger, Gasser · 
1945: Fleming, Chain, Florey · 
1946: Muller · 
1947: C. Cori, G. Cori, Houssay · 
1948: Müller · 
1949: Hess, Moniz · 
1950: Kendall, Reichstein, Hench · 
1951: Theiler · 
1952: Waksman · 
1953: Krebs,Lipmann ·
1954: Enders, Weller, Robbins · 
1955: Theorell · 
1956: Cournand, Forssmann, Richards · 
1957: Bovet · 
1958: Beadle, Tatum, Lederberg · 
1959: Ochoa, Kornberg · 
1960: Burnet, Medawar · 
1961: Békésy · 
1962: Crick, Watson, Wilkins · 
1963: Eccles, Hodgkin, Huxley · 
1964: Bloch, Lynen · 
1965: Jacob, Lwoff, Monod · 
1966: Rous, Huggins · 
1967: Granit, Hartline, Wald · 
1968: Holley, Khorana, Nirenberg · 
1969: Delbrück, Hershey, Luria · 
1970: Katz, Euler, Axelrod · 
1971: Sutherland · 
1972: Edelman, Porter · 
1973: Frisch, Lorenz, Tinbergen · 
1974: Claude, De Duve, Palade · 
1975: Baltimore, Dulbecco, Temin ·
1976: Blumberg, Gajdusek · 
1977: Guillemin, Schally, Yalow · 
1978: Arber, Nathans, Smith · 
1979: Cormack, Hounsfield · 
1980: Benacerraf, Dausset, Snell · 
1981: Sperry, Hubel, Wiesel · 
1982: Bergström, Samuelsson, Vane · 
1983: McClintock · 
1984: Jerne, Köhler, Milstein · 
1985: Brown, Goldstein · 
1986: Cohen, Levi-Montalcini · 
1987: Tonegawa · 
1988: Black, Elion, Hitchings · 
1989: Bishop, Varmus · 
1990: Murray, Thomas · 
1991: Neher, Sakmann · 
1992: Fischer, Krebs · 
1993: Roberts, Sharp · 
1994: Gilman, Rodbell · 
1995: Lewis, Nüsslein-Volhard, Wieschaus · 
1996: Doherty, Zinkernagel · 
1997: Prusiner · 
1998: Furchgott, Ignarro, Murad · 
1999: Blobel · 
2000: Carlsson, Greengard, Kandel ·
2001: Hartwell, Hunt, Nurse · 
2002: Brenner, Horvitz, Sulston · 
2003: Lauterbur, Mansfield · 
2004: Axel, Buck · 
2005: Marshall, Warren ·
2006: Fire, Mello ·
2007: Capecchi, Smithies, Evans ·
2008: Zur Hausen, Barré–Sinoussi, Montagnier ·
2009: Blackburn, Greider, Szostak ·
2010: Edwards ·
2011: Beutler, Hoffmann, Steinman ·
2012: Gurdon, Yamanaka ·
2013: Rothman, Schekman, Südhof ·
2014: O'Keefe, Moser, Moser ·
2015: Campbell, Omura, Tu ·
2016: Osumi ·
2017: Hall, Rosbash, Young ·
2018: Allison, Honjo ·
2019: Kaelin, Ratcliffe, Semenza ·
2020: Alter, Houghton, Rice ·
2021: Julius, Patapoutian ·
2022: Pääbo ·
2023: Karikó, Weissman ·
2024: Ambros, Ruvkun